# Большинский
Большинский — хутор в Урюпинском районе Волгоградской области России, в составе Большинского сельского поселения. Расположен на реке Косарка.
Население — 80 (2010) человек.

## История
Дата основания не установлена. Хутор входил в юрт станицы Михайловской Хопёрского округа Земли Войска Донского (с 1870 — Область Войска Донского). Согласно Списку населённых мест Земли Войска Донского в 1859 года на хуторе проживало 262 мужчины и 283 женщины.
Население хутора быстро росло: согласно переписи населения 1897 года на хуторе проживало уже 423 мужчины и 495 женщин. Большинство населения было неграмотным: из них грамотных мужчин — 115, грамотных женщин — 9.
Согласно алфавитному списку населённых мест Области Войска Донского 1915 года земельный надел хутора составлял 30 762 десятин, на хуторе проживало 409 мужчин и 411 женщин, имелось хуторское правление.
С 1928 года — в составе Новониколаевского района Хопёрского округа (упразднён в 1930 году) Нижне-Волжского края (с 1934 года — Сталинградского края). С 1935 года — в составе Хопёрского района Сталинградского края (с 1936 года — Сталинградской области, с 1954 по 1957 год район входил в состав Балашовской области). В 1959 году в связи с упразднением Хопёрского района хутор вновь передан в состав Урюпинского района.

## География
Хутор находится в лесостепи, в пределах Хопёрско-Бузулукской равнины, являющейся южным окончанием Окско-Донской низменности, на правом берегу реки Косарка. По берегам реки — пойменный лес. Центр хутора расположен на высоте около 90 метров над уровнем моря. Почвы — чернозёмы типичные. Местами по обеим берегам Косарка имеются выходы песков.
По автомобильным дорогам расстояние до областного центра города Волгоград составляет 360 км, до районного центра города Урюпинск — 40 км, до административного центра сельского поселения хутора Нижнецепляевский — 8 км. На противоположном берегу Косарки расположен хутор Сычёвский, чуть ниже по правому берегу реки — хутор Серковский.
Часовой пояс
Большинский, как и вся Волгоградская область, находится в часовой зоне МСК (московское время). Смещение применяемого времени относительно UTC составляет +3:00.

## Население
Динамика численности населения по годам:
| 1859 | 1873 | 1897 | 1915 | 1987 | 2002 |
| ---- | ---- | ---- | ---- | ---- | ---- |
| 545  | 662  | 918  | 820  | ≈180 | 84   |

| 2010 |
| ---- |
| 80   |